# Turki

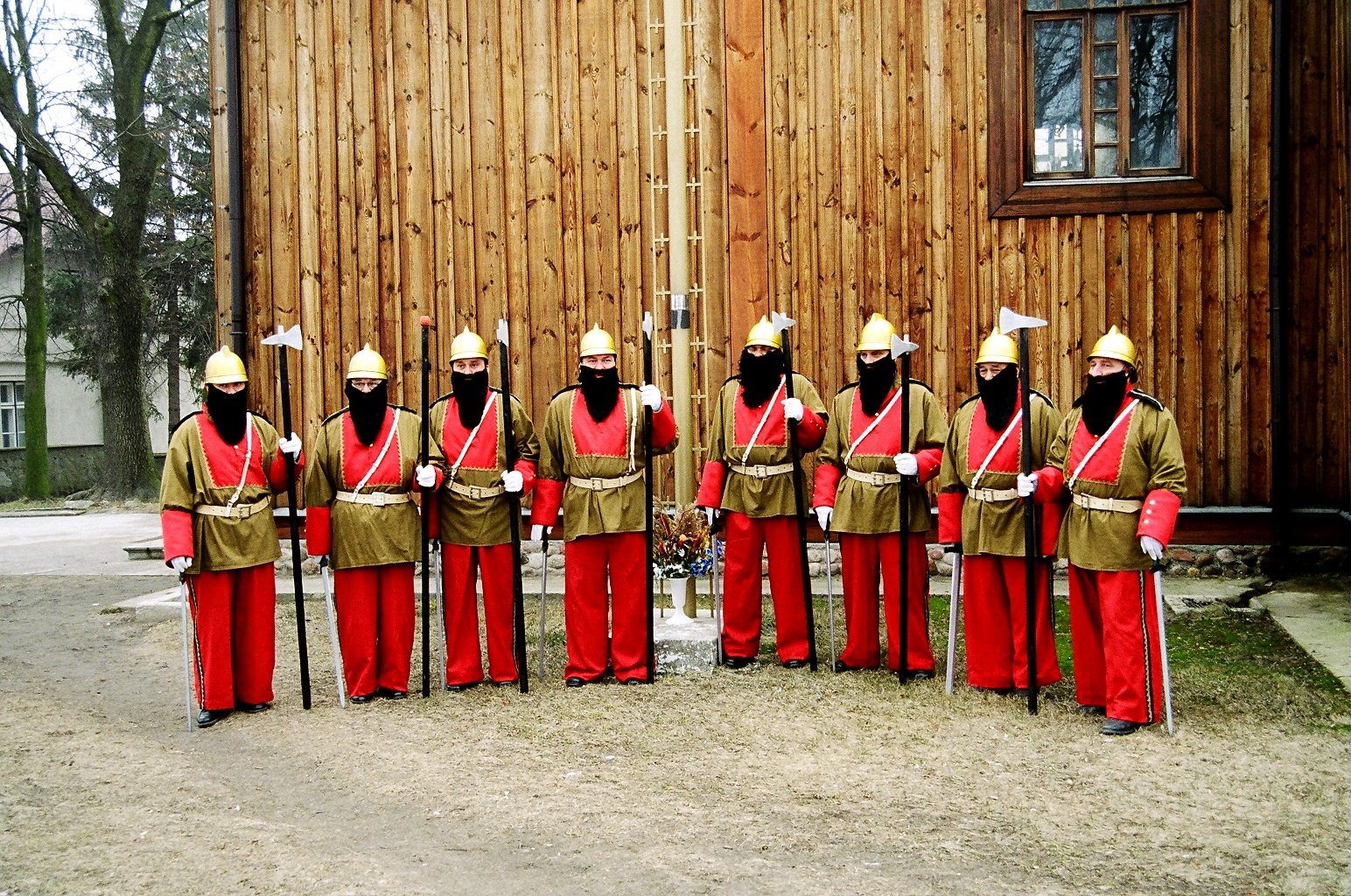
Turki z Góry k. Drobina, woj. mazowieckie

Turki, turki wielkanocne – wielkanocny zwyczaj ludowy związany ze strażą przy Grobie Pańskim znany w regionach Kaliskim, Lasowiackim, na Ziemi Płockiej (Góra) i w okolicach Koziegłów (Koziegłówki, Winowno, Lgota-Mokrzesz).

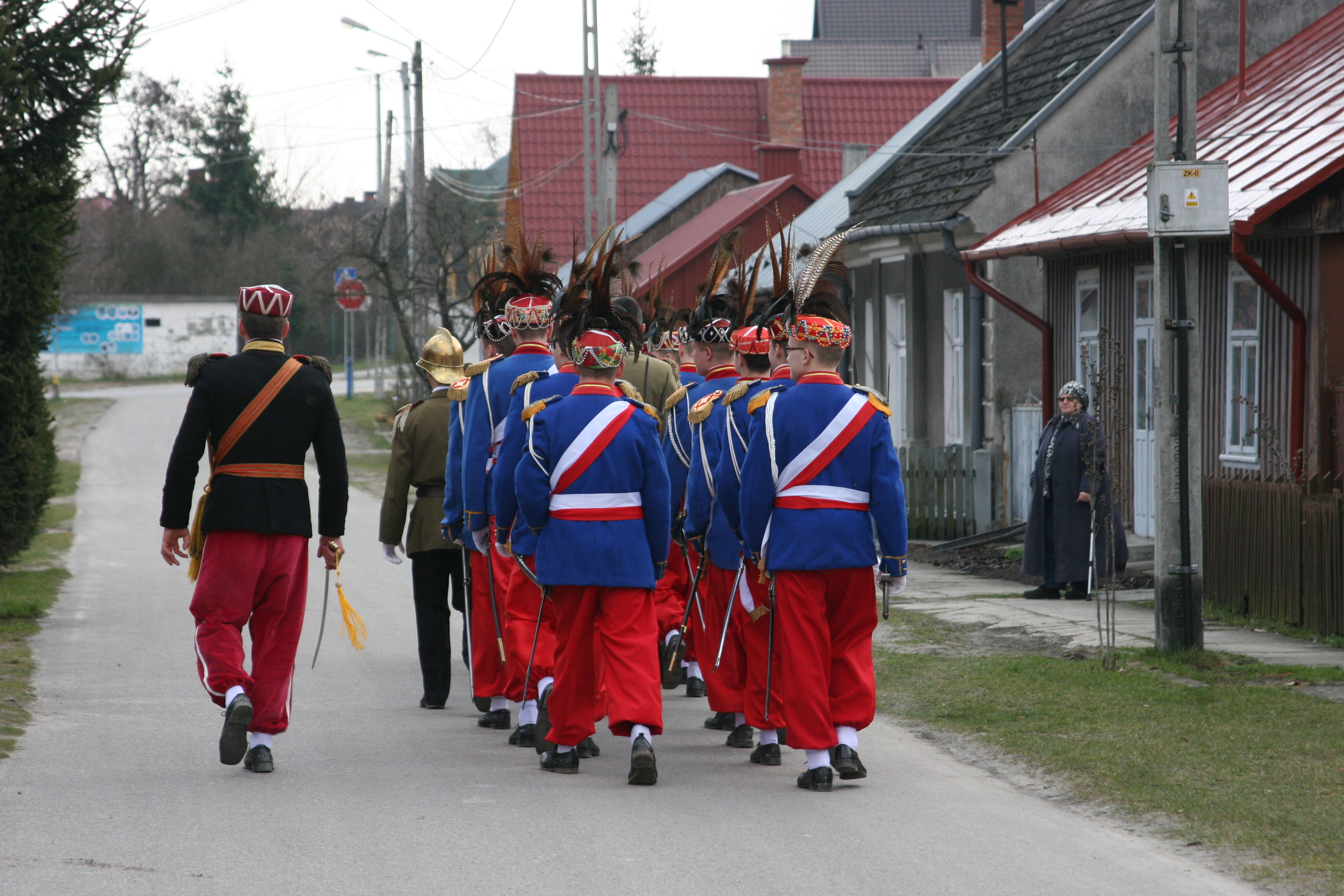
Turki w Radomyślu nad Sanem. Wielkanoc 2016 r.

Według legendy funkcjonująca w tych regionach nazwa straży grobowych wywodzi się z czasów odsieczy wiedeńskiej. Powracający z wojny chłopi ubrani byli w zdobyczne stroje tureckie i przybywali do rodzinnych wsi w Wielki Piątek, Wielką Sobotę lub Wielką Niedzielę, udając się bezpośrednio do kościoła i zaciągając wartę przy Grobie Pańskim.
Zwyczaj ten przetrwał do dziś, szczególnie uroczyście obchodzony jest na północy województwa podkarpackiego – w Woli Rzeczyckiej oraz w Radomyślu nad Sanem. Pomimo drobnych różnic, w większości wsi przebieg obchodów wygląda podobnie. Rozpoczyna je straż w strojach żałobnych przy grobie Chrystusa, która trwa przez cały Wielki Piątek aż do rezurekcji. W Wielką Niedzielę odbywa się defilada (często z orkiestrą dętą), połączona z pokazem musztry. „Turki” przybierają wtedy mundury ozdobione szarfami, pomponami lub kwiatami. Po uroczystym przemarszu uczestnicy defilady obchodzą wszystkie domostwa i składają gospodarzom wielkanocne życzenia.

## Geneza tradycji
W wyniku zwycięstwa Jana III Sobieskiego pod Wiedniem w 1683, wojsko Rzeczypospolitej zdobyło liczne łupy, w tym oręż i mundury tureckie. W wyprawie brali udział także żołnierze pochodzący z Radomyśla i okolic, dowodzeni przez Nikodema Żaboklickiego. Według podań ludowych żołnierze wrócili do Radomyśla nad Sanem dopiero wiosną 1684, w Wielki Piątek. Ubrani w zdobyczne mundury i wyposażeni w turecką broń, postanowili zaciągnąć straż przed Grobem Chrystusa, składając w ten sposób podziękowanie za szczęśliwy powrót do domu, co dało początek tradycji.

## Skład Straży
Członkowie Straży Grobowej pełnią w niej określone funkcje. Każda drużyna składa się ze zwiadowców i szeregowych żołnierzy, na czele których stoi basza (z jęz. irańskiego – wysokiej rangi urzędnik osmańskiej Turcji). Odznacza się on charakterystycznym strojem – długą peleryną, brodą (nieraz sztuczną) oraz pokaźnym brzuchem. Basza powinien wykazywać się poczuciem humoru i pomysłowością, gdyż to na nim spoczywa zaszczytne zadanie składania życzeń gospodarzom. Baszy towarzyszy czterech adiutantów, tzw. „kogutów”, ubranych przeważnie w wysokie, stożkowe czapki zwane czako oraz obowiązkowy poczet sztandarowy. Poza wyżej wymienionymi funkcjami, w pewnych miejscowościach obecni są także doktorzy odpowiedzialni za strojenie żartów oraz kwatermistrz, zwany inaczej dordą. Jego zadanie polega na zbieraniu przeróżnych trunków do jednej manierki, w wyniku czego powstaje „napój turecki”, którym częstowani są co odważniejsi przechodnie.